# 斯普林菲爾德鎮區 (愛荷華州科蘇特縣)
斯普林菲爾德鎮區（英語：Springfield Township）是位於美國愛荷華州科蘇特縣的一個行政鎮區。

## 地方資料
根據2010年美國人口普查的數據，斯普林菲爾德鎮區的面積為73.93平方千米，當中陸地面積為73.93平方千米，而水域面積為0.00平方千米。當地共有人口104人，而人口密度為每平方千米1.41人。